# B-Lymphozytenantigen CD19
B-Lymphozytenantigen CD19 ist ein Oberflächenprotein der Immunglobulin-Superfamilie. Es bindet auf der Zelloberfläche von B-Zellen an den B-Zell-Rezeptor und senkt die Schwelle dessen Aktivierbarkeit. So zeigt die Überexpression von CD19 in Mäusen, als auch Knockout-Mäuse, dass CD19 die Signalschwelle von Rezeptoren beeinflusst, die die Selektion, die Aktivierung und die Differenzierung von B-Lymphozyten regulieren. Auf molekularer Ebene ist CD19 involviert in die Aktivierung von Phosphatidylinositol-4,5-bisphosphat-3-Kinasen (PI3K). Es ist glykosyliert und phosphoryliert.
CD19 bindet an CD81, CD82, Komplementrezeptor 2 und VAV2.